# Проданець Владислав Михайлович
Владислав Михайлович Проданець (рос. Владислав Михайлович Проданец; нар. 9 червня 1943, Новоросійськ, Краснодарський край, РРФСР, СРСР — пом. 2008, Новоросійськ, Краснодарський край, Росія) — радянський футболіст, нападник, радянський та російський футбольний тренер. Майстер спорту СРСР.

## Футбольна кар'єра
У 1963 році потрапив до складу СКА з Ростова-на-Дону, де грав за дублюючий склад. Уже в наступному році перейшов у стан луганської «Зорі». У сезоні 1965 року команда посіла друге місце в своїй підругрупі в Першій лізі СРСР, проте в фінальному турнірі луганчани залишилися на сьомому місці. У цьому сезоні Проданец був найкращим бомбардиром команди з 14 забитими м'ячами. У цьому ж році він став переможцем другої групи класу «А» серед дублерів.
У 1966 році деякий час виступав за дубль київського «Динамо». Однак незабаром, повернувся в «Зорю». У сезоні 1966 року команда стала переможцем Першої ліги і вийшла до Вищої ліги. У вищому дивізіоні грав протягом двох років. У 1968 році став гравцем комунарського «Комунарця» з Другої ліги. Сезон 1969 року провів в п'ятигорскому «Машуці», який виступав у Першій лізі. У 1970 році знову повернувся в «Зорю», однак за команду більше не зіграв.
По закінченню кар'єри футболіста перейшов на тренерську роботу. Був тренером Луганського обласного вищого училища фізичної культури (ЛОВУФК). Серед його вихованців: Сергій Юран, Олег Суслов, Володимир Микитин, Василь і Сергій Мазур, Віталій Поляков, Валерій Решетнєв, Віталій Ковтун, Олег Шинкарьов, Геннадій Сушко, Дмитро Мащенко та Едуард Саркісов.

## Стиль гри
|  | Один з найяскравіших нападників луганської команди. Лідер атак і провідний гравець команди 60-х років. Індивідуально сильний і технічний футболіст, міг самотужки зламати щільні захисні побудови суперників й вирішити долю матчів. Володів стрімким стартовим ривком, добре поставленими, різноманітними ударами з обох ніг. Просто чудово грав головою. |

## Досягнення
- Перша ліга СРСР
  -  Чемпіон (1): 1966

## Статистика
| Сезон | Клуб                      | Ліга            | Чемпіонат | Чемпіонат | Кубок | Кубок |
| Сезон | Клуб                      | Ліга            | Матчі     | Голи      | Матчі | Голи  |
| ----- | ------------------------- | --------------- | --------- | --------- | ----- | ----- |
| 1964  | «Зоря» (Ворошиловград)    | Перша ліга      | 3         | 0         |       |       |
| 1965  | «Зоря» (Ворошиловград)    | Перша ліга      | 39        | 14        | 1     | 0     |
| 1966  | «Зоря» (Ворошиловград)    | Перша ліга      | 25        | 6         |       |       |
| 1967  | «Зоря» (Ворошиловград)    | Вища ліга       | 20        | 4         |       |       |
| 1968  | «Зоря» (Ворошиловград)    | Вища ліга       | 11        | 2         | 2     | 2     |
| 1968  | «Комунарець» (Комунарськ) | Друга ліга      | 4         | 1         |       |       |
| 1969  | «Комунарець» (Комунарськ) | Друга ліга      | 5         | 5         |       |       |
| 1969  | «Машук»                   | Перша ліга СРСР | 17        | 5         |       |       |